# سرخس مرداب
سرخس مرداب (نام علمی: Acrostichum aureum) نام یک گونه از تیره پرسرخسیان است.